# 圆叶樱桃
圆叶樱桃（学名：Cerasus mahaleb）为蔷薇科樱属的植物。分布于欧洲、亚洲以及中国大陆的辽宁、河北等地，目前已由人工引种栽培。

## 别名
麻哈勒布樱桃（经济植物手册） 马哈利樱桃（中国果树分类学）